# Velika Ribja reka
Velika Ribja reka (afrikansko Groot-Visrivier) je reka v južnoafriški provinci Vzhodna Kaplandija. Dolga je 644 km in se izliva v Indijski ocean. Reka običajno teče celo leto, čeprav v zgornjem toku teče preko zelo sušne pokrajine in je zelo počasna. Njen pretok regulirajo z dotokom vode iz reke Oranje. Plimovanje morja v njenem izlivu sega 20 km daleč. 
Velika se imenuje zato, da se loči od namibijske Ribje reke.
V njenem porečju so trije naravni parki: Andries Vosloo Kudu, Double Drift in Sam Knott, ki so med seboj povezani in obsegajo približno 45.000 ha površin.

## Vir
- Naravni park Great Fish River Arhivirano 2009-02-19 na Wayback Machine.